# Alliance française
Alliance française – organizacja założona 21 lipca 1883 roku przez Louisa Pasteura, Ferdinanda de Lessepsa, Jules’a Verne’a, Ernesta Renana i Armanda Colina, zajmująca się promocją kultury francuskiej i języka francuskiego. Prowadzi również kursy tego języka.
Większość swoich działań finansuje ona z opłat za kursy oraz z wynajmu nieruchomości. Rząd francuski przyznaje również dotacje obejmujące około pięć procent budżetu tej organizacji (prawie 665 000 € w 2003 r.).
Ponad 440 tys. studentów uczy się francuskiego w ośrodkach prowadzonych przez Alliance:
- w Paryżu,
- na terenie całej Francji dla zagranicznych studentów,
- w 1071 ośrodkach w 133 krajach.

Nazwa Alliance française jest własnością siedziby w Paryżu. W wielu krajach Alliance française w Paryżu jest reprezentowana przez Délégué général.

## Alliance française w Polsce
Instytucja posiada w Polsce 9 ośrodków, z których wszystkie stanowią jednostki niezależne.